# Gnaptogaster levipleuris
Gnaptogaster levipleuris är en stekelart som beskrevs av Vladimir Ivanovich Tobias 1986. Gnaptogaster levipleuris ingår i släktet Gnaptogaster och familjen bracksteklar. Inga underarter finns listade i Catalogue of Life.